# Rhacophorus maximus
Rhacophorus maximus är en groddjursart som beskrevs av Günther 1858. Rhacophorus maximus ingår i släktet Rhacophorus och familjen trädgrodor. IUCN kategoriserar arten globalt som livskraftig. Inga underarter finns listade i Catalogue of Life.